# 曼迪·尼科尔森
曼迪·尼科尔森（英語：Mandy Nicholson，1968年2月28日—），旧姓尼科尔斯（Nichols），英国女子曲棍球运动员。她曾代表英国参加1992年、1996年和2000年夏季奥林匹克运动会曲棍球比赛，其中1992年奥运会获得一枚铜牌。